# Linette Lopez

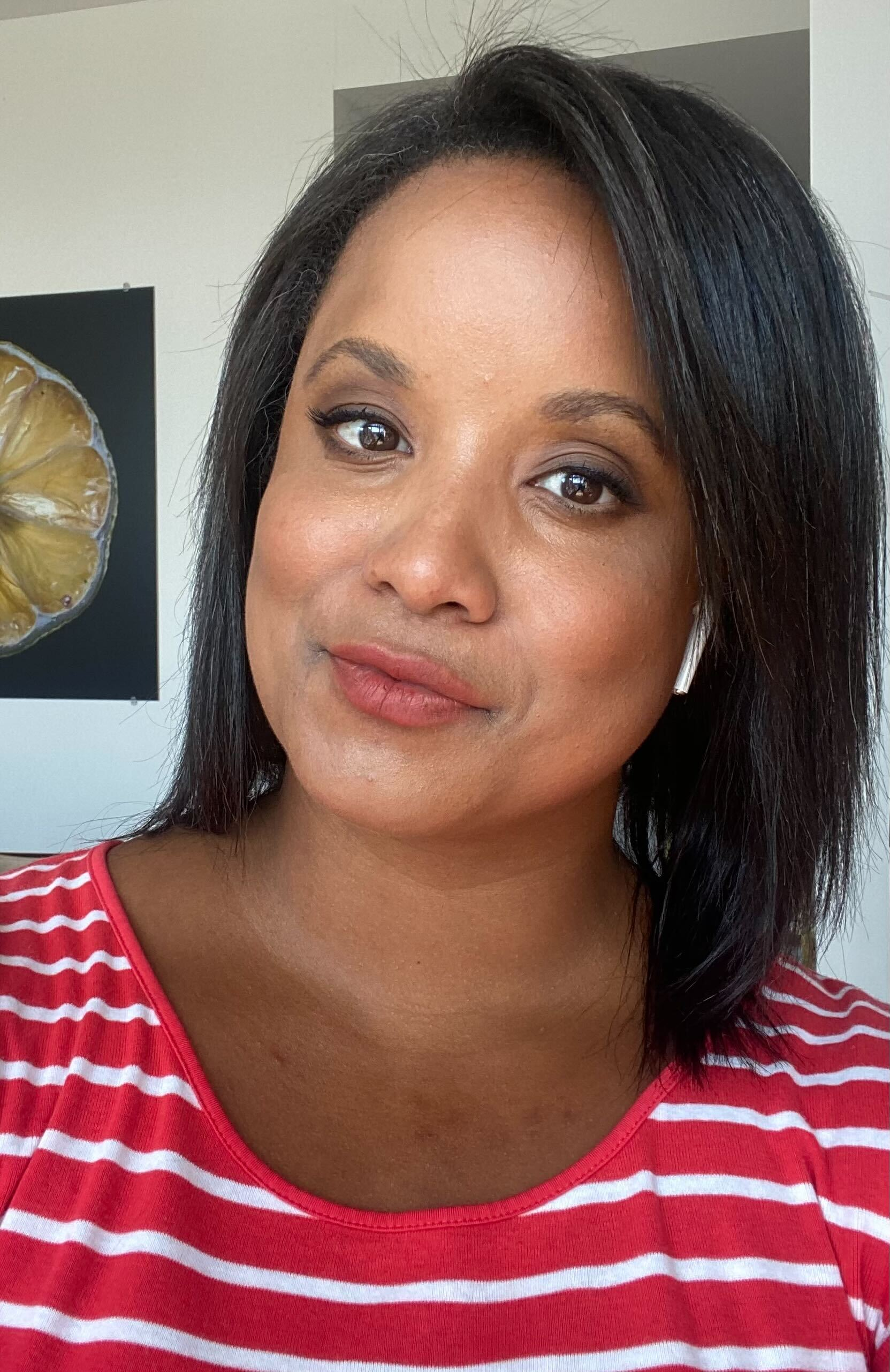
Linette Lopez

Linette Lopez ist eine US-amerikanische Wirtschaftsjournalistin. Neben der Wirtschaft und dem Internationalen Markt ist für sie vor allem der Politikbetrieb wichtig. Für Business Insider machte sie im November 2022 Schlagzeilen mit der Behauptung Tesla hätte aufgehört das Bremssystem des Model 3 zu testen um die Produktion zu beschleunigen. Ihre Berichte zu Finanzen und Wirtschaft werden zahlreich rezipiert. Die Glaubwürdigkeit von Lopez’ Investigativem Journalismus hat die Börsenkurse einzelner Wertpapiere innerhalb von Stunden einschneidend verändert.

## Ausbildung und Arbeit
Als Tochter von Immigranten aus der Dominikanischen Republik wuchs sie in West Virginia auf, wo sie 2004 ihre High School abschloss. Danach studierte sie an der Columbia University Graduate School of Journalism bis zum Bachelor of Arts 2008 und anschließend 2011 den Master of Science in Journalismus. Ein Praktikum, das sie in den letzten Studienjahren im Politikbetrieb beim Oberhaus-Abgeordneten Jeff Klien absolvierte, zeigte ihr, dass dies nicht die richtige Berufsrichtung wäre. Lopez ist auch in der Hochschullehre aktiv. Sie unterrichtet von Zeit zu Zeit als Assistenz-Professorin an ihrer ehemaligen Hochschule. Um die Industrie intensiver zu unterstützen, arbeitet Linette für den Columbia Journalism Review und das Komitee zum Schutz von Journalisten.
Im Juli 2018 beschuldigte Elon Musk sie in seinem Twitter-Kanal, Lopez würde wiederholt „falsche Artikel über Tesla veröffentlichen“ und wäre von „Teslas prominentestem Leerverkäufer“ Jim Chanos (* 1957) motiviert. Dieser Tweet führte zu Unmut-Stürmen auf Musks Kanal.
Linette Lopez arbeitet hauptsächlich für Business Insider, wo die Zugriffszahlen innerhalb weniger Monate von 4 Mio. auf 13 Millionen stiegen, aber ihr Interesse der Berichterstattung gilt auch Lifestyle, Mode und Luxus. Außerdem ist sie im Radiosender Marketplace zu hören sowie auf MSNBC und CNN zu sehen.
Privat versteht sie sich als sehr naturverbunden, ist Pferdeliebhaberin, betreibt Wurfscheibenschießen und Kanusport.